# مورچه‌مرغ نقاب‌سفید
مورچه‌مرغ نقاب‌سفید (نام علمی: Pithys castaneus) گونه‌ای نزدیک تهدید از پرندگان در زیرتیرهٔ Thamnophilinae از خانواده مورچه‌مرغان (Thamnophilidae) «نمادین» و بومی پرو است.